# Cantone di Mouzon
Il Cantone di Mouzon era una divisione amministrativa dell'arrondissement di Sedan.
A seguito della riforma approvata con decreto del 21 febbraio 2014, che ha avuto attuazione dopo le elezioni dipartimentali del 2015, è stato soppresso.

## Composizione
Comprendeva i comuni di:
- Amblimont
- Autrecourt-et-Pourron
- Beaumont-en-Argonne
- Brévilly
- Douzy
- Euilly-et-Lombut
- Létanne
- Mairy
- Mouzon
- Tétaigne
- Vaux-lès-Mouzon
- Villers-devant-Mouzon
- Yoncq